# Humbert Lundén
Anders Pontus Humbert Lundén (* 7. Januar 1882 in Göteborg; † 5. Februar 1961 in Stockholm) war ein schwedischer Segler.

## Erfolge
Humbert Lundén, der Mitglied im Göteborgs Kungliga Segelsällskap war, wurde bei den Olympischen Spielen 1912 in Stockholm in der 10-Meter-Klasse Olympiasieger. Dabei war er Crewmitglied der Kitty, die in beiden Wettfahrten der Regatta den ersten Platz belegte und damit den Wettbewerb vor dem finnischen Boot Nina und dem russischen Boot Gallia II gewann. Zur Crew der Kitty gehörten außerdem Carl Hellström, Paul Isberg, Herman Nyberg, Erik Wallerius, Harry Rosenswärd und Harald Wallin. Skipper des Bootes war Filip Ericsson.